# Raspailia anastomosa
Raspailia anastomosa är en svampdjursart som beskrevs av Kumar 1925. Raspailia anastomosa ingår i släktet Raspailia och familjen Raspailiidae. Inga underarter finns listade i Catalogue of Life.